# Gottfrid Zielfeldt
Anders Teodor Gottfrid Zielfeldt, född 1 december 1855 i Malmö, död 22 september 1934 i Stockholm, var en svensk dekorationsmålare och fotograf.
Han var son till August Zielfeldt och Amalia Broberg samt gift med Berta Maria Vilhelmina Kitzing och far till Gerda Zielfeldt och vidare morbror till Hjalmar Asp. Zielfeldt arbetade som dekorationsmålare i Berlin 1876–1877 och var elev vid Slöjdskolan i Stockholm 1878–1879 och vid Teknisk Skole i Köpenhamn 1880 samt vid Det Kongelige Danske Kunstakademi 1881–1882. Från 1882 var han verksam som fotograf i Stockholm och vid fotoutställningen på Industripalatset i Stockholm 1894 erhöll han ett hedersdiplom och en bronsmedalj för sin artistiska retuschering. Gottfrid Zielfeldt är gravsatt på Norra begravningsplatsen utanför Stockholm.